# Michael von der Tann
Michael Alfred Eberhard Freiherr von und zu der Tann-Rathsamhausen (* 19. Juni 1950 in Düsseldorf)  ist ein deutscher Verbandsfunktionär und Kommunalpolitiker.

## Leben
Michael von der Tann entstammt dem Adelsgeschlecht von der Tann, das seinen Familiensitz im Schloss Tann hat. Von 1972 bis 1977 studierte er Landwirtschaft an der Universität Bonn und der Technische Universität München (Weihenstephan). Er schloss sein Studium als Diplomagraringenieur ab.
Nach dem Studium arbeite er bei Kali und Salz. Später übernahm er die Leitung des familieneigenen Forstbetriebs mit 1200 ha Fläche.
Von 1997 bis 2006 war er Mitglied im Magistrat der Stadt Tann in der Rhön und ab 2006 Stadtverordnetenvorsteher. Mittlerweile ist er Vorsitzender der CDU-Stadtratsfraktion. Er ist Patron der evangelischen Kirche Tann und Neuswarts.
Zwischen 1999 und 2023 war er Präsident der Hessischen Waldbesitzerverbandes. In dieser Funktion verhandelte er die Novellierung des Hessischen Waldgesetzes. Auf Bundesebene hat er die Gründung und Entwicklung der PEFC-Zertifizierung unterstützt und begleitet.
1999 wurde er Vorstandsmitglied im Verein Natur- und Lebensraum Rhön. Er engagierte sich in der Gründung der Stiftung Natura 2000 und ist seit 2003 im Vorstand. 2010 wurde er Mitglied im Präsidium der Arbeitsgemeinschaft Deutscher Waldbesitzerverbände. Als solcher war er Lobbyist in Berlin für die deutschen Waldbesitzer.
2012 erhielt er die Bundesverdienstmedaille und 2021 den Hessischen Verdienstorden. 2024 erhielt er den Hessischen Denkmalschutzpreis für die Renovierung des Turmanbaus des Roten Schlosses in Tann.

### Privat
Er ist mit der Fachanwältin für Medizinrecht, Christiane von der Tann (geb. Bohnekamp, * 1960) verheiratet. Gemeinsam haben sie zwei Kinder, darunter die Journalistin Sophie von der Tann.